# 松本夏実
松本 夏実（まつもと なつみ、1968年5月2日 - ）は、日本の少女漫画家。

## 来歴
大分県別府市出身。大分県立芸術文化短期大学卒業。血液型はO型。1993年、「偶然じゃないよ!」（『りぼんオリジナル』（集英社）同年4月号に掲載）でデビュー。以後『りぼん』、『りぼんオリジナル』を中心に執筆活動を展開する。
いくつもの読み切り作品や短期連載を発表した後、『りぼんオリジナル』1999年10月号より『聖（せいんと）♥ドラゴンガール』の連載を開始。本作は連載期間が1年を超え、松本が商業誌においてそれまでに経験していた連載回数（全6回前後）を大きく上回った。また、続編の『聖♥ドラゴンガール みらくる』も同様に1年以上の連載となった。このシリーズは単行本で合計13冊が刊行され、彼女にとって最初のヒット作となった。
2008年、『りぼん』10月号よりゲームソフトメーカー・コナミとのタイアップ作品『夢色パティシエール』の連載を開始。同作品はアニメ化し、2009年10月から2010年12月（2010年10月からは『夢色パティシエールSP（スペシャル）プロフェッショナル』に改名）までよみうりテレビを制作局として、NNS加盟29局ネットで放送され、その後、2011年1月に第56回（平成22年度）小学館漫画賞児童向け部門を受賞した。
2012年には、大分県の菓子メーカー「菊家」の商品のイメージキャラクターを手がけた。
2015年からは年長の女性読者を対象とした『ハーレクイン』でも活動を展開している。

## 作品

### 漫画
集英社：りぼんマスコットコミックス
- 『天使が降ってくる』 1995年3月 第1刷発行 ISBN 978-4-08-853789-4
- 『めざめれば人魚姫』 1996年3月 第1刷発行 ISBN 978-4-08-853848-8
- 『タロット♥ラビリンス』 1997年4月 第1刷発行 ISBN 978-4-08-856013-7
- 『魔女のレッスン』 1998年2月 第1刷発行 ISBN 978-4-08-856065-6
- 『ヴァンパイア・KISS』 1998年6月 第1刷発行 ISBN 978-4-08-856087-8
- 『君だけのデビル』 1999年4月 第1刷発行 ISBN 978-4-08-856178-3
- 『テレパシー☆ピアス』 1999年11月 第1刷発行 ISBN 978-4-08-856178-3
- 『聖♥ドラゴンガール』 全8巻（2000年9月 - 2003年9月）
  - 『聖♥ドラゴンガール みらくる』 全5巻（2004年2月 - 2005年10月）
- 『アリスから魔法』 全2巻（2006年5月 - 9月）
- 『エンジェル・タイム』 2008年1月15日 第1刷発行 ISBN 978-4-08-856796-9
- 『夢色パティシエール』 全12巻（2008年12月 - 2013年9月）
- 『黒猫怪奇クラブ』2014年12月15日 第1刷発行  ISBN 978-4-08-8673516

ハーレクイン：ハーレクインコミックス
- 『それぞれの秘密』
- 『仮面舞踏会の夜に愛して』

### その他
- 美娘キャロライン佐藤 - 菊家の大分県産ゼリー「杵築の美娘」イメージキャラクター